# 珠海机场站
珠海機場站是珠機城際鐵路二期工程的終點站。本站為地下車站，位於广东省珠海市机场路南侧、珠海金湾机场2号航站楼前绿化空地下，于2024年2月3日启用。

## 车站结构

### 楼层

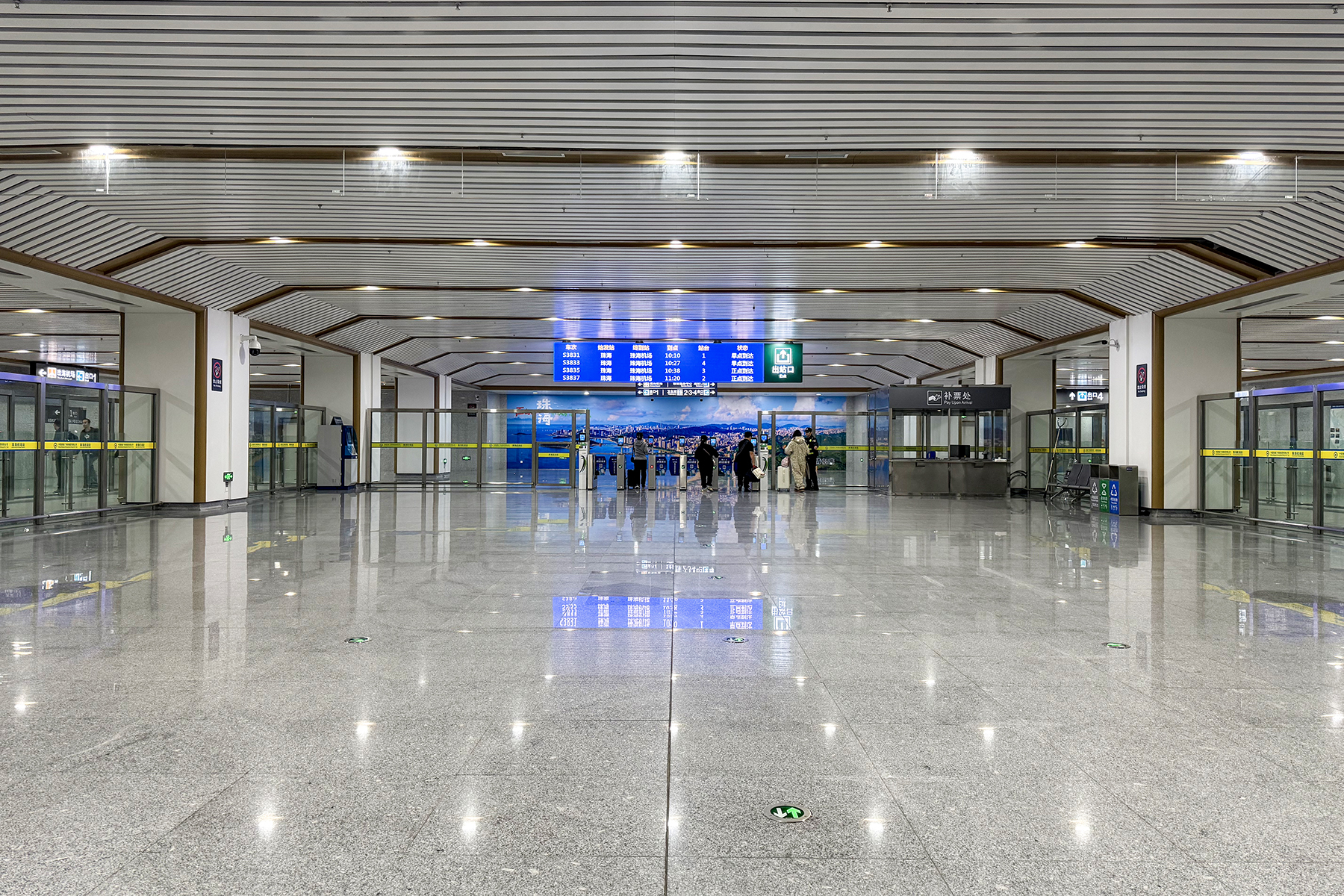
站厅

珠海机场站为地下二层岛式站，设有两个岛式站台。
| 地下一层 | 站厅层   | 进站口、出站口、售票处、候车厅    |  |  |
| 地下二层 | 1站台    | 珠机城际 珠海方向（下站：三灶东） |  |  |
|          | 岛式站台 |                                   |  |  |
|          | 2站台    | 珠机城际 珠海方向（下站：三灶东） |  |  |
|          | 3站台    | 珠机城际 珠海方向（下站：三灶东） |  |  |
|          | 岛式站台 |                                   |  |  |
|          | 4站台    | 珠机城际 珠海方向（下站：三灶东） |  |  |

### 出入口

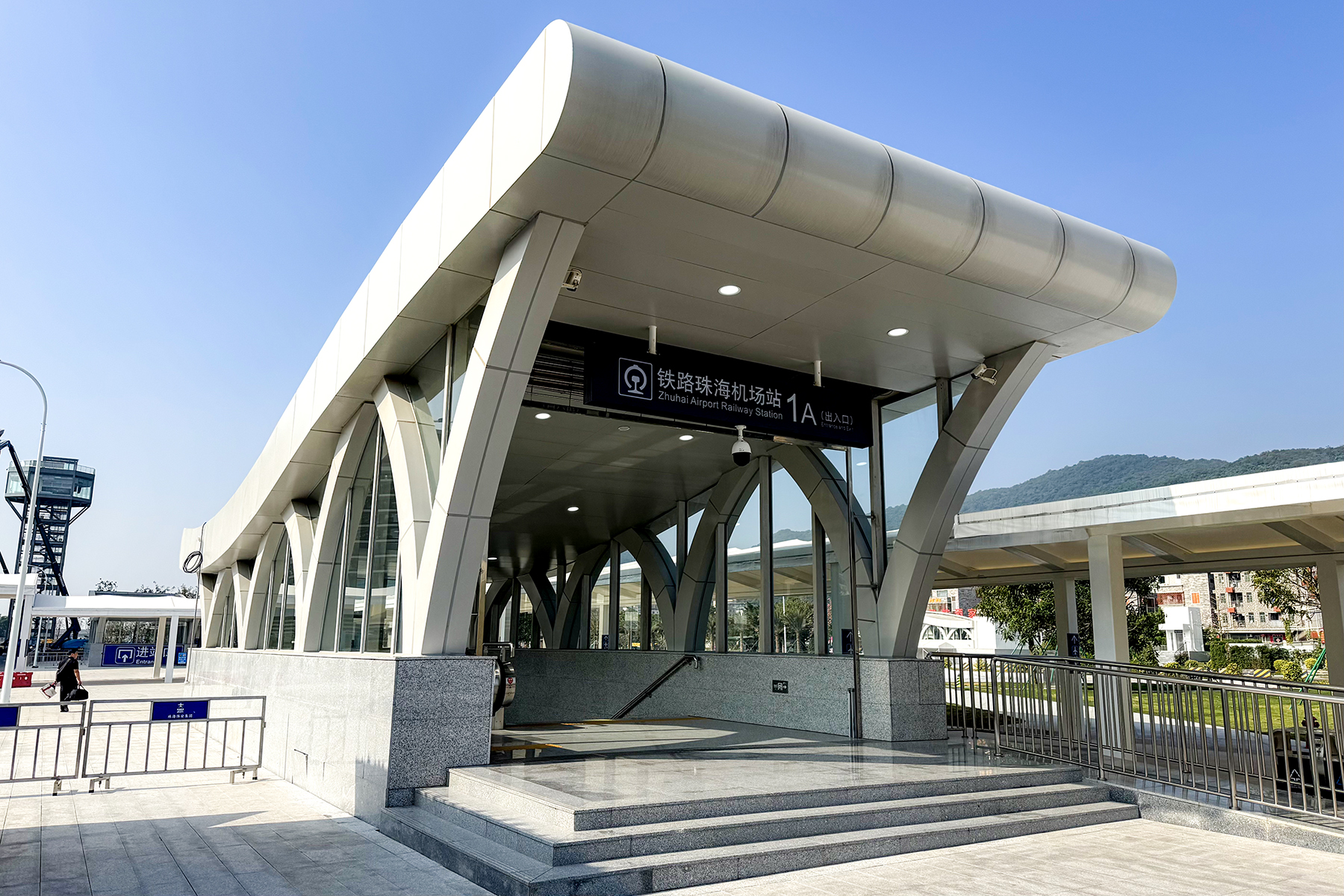
1A出入口

珠海机场站设有5个出入口，分设于机场路南北两侧。
车站启用初期，由于珠海机场2号航站楼未完工，靠近该航站楼的1A、1B、3出入口无法投入服务，故仅开放2、4号出入口。2号出入口设有接驳珠海机场1号航站楼的免费摆渡车。2024年11月1日，1A和1B出入口启用；2号口的机场摆渡车同日起停止服务。

## 历史
2021年11月30日，珠海机场综合交通枢纽项目主体工程動工，標誌着本站興建工程展開。
车站主体结构于2023年6月22日封顶，随后进入内部装修及附属结构施工阶段。
2024年2月3日，本站随珠机城际二期开通运营。

## 事故
2022年12月23日，本站建设工地发生物体打击事故，導致1名工人死亡。调查组认定，该起事故的直接原因是死者违反安全操作规程，为快速安装钻石切割链自主放弃使用专门配置的拉勾工具，擅自俯身钻入已切断腰梁底，腰梁突然发生位移撞击到死者并导致多脏器损伤死亡。
一个月后，本站再次發生工業事故。2023年1月30日7时，一名工人在操作起吊地面钢筋到随车吊进行解钩时，遭钢筋撞击，然后摔下，送医后不治。调查组认为，承建商未督促从业人员严格执行本单位的安全生产规章制度和安全操作规程，以及未对劳务分包单位开展安全检查，导致未能及时发现和督促整改安全问题。

## 未来发展
规划中的广佛江珠城际铁路以本站为终点站，本站在珠机城际建设时已预留接轨条件。